# Les Authieux
Les Authieux là một xã thuộc tỉnh Eure trong vùng Normandie miền bắc nước Pháp.